# Almedin Hota
Almedin Hota (* 22. Juli 1976 in Sarajevo) ist ein bosnisch-österreichischer Fußballspieler.

## Karriere
Hota begann seine Karriere bei FK Željezničar Sarajevo, der bedeutendsten Mannschaft seiner Heimatstadt. Sein nächster Klub war NK Olimpik. Über NK Bosna ging es dann zu FK Sarajevo. 2000 nahm er seine erste Auslandsstation wahr und wechselte zum FC Kärnten. Nach mehreren mittelmäßigen Saisonen beim FC Kärnten schaffte er mit den Klagenfurtern in der Saison 2000/01 den Aufstieg in die österreichische Fußball-Bundesliga und gewann überraschend auch den ÖFB- (2:1 nach Verlängerung gegen Meister FC Tirol Innsbruck) sowie den Supercup (10:9 nach Elfmeterschießen gegen FC Tirol Innsbruck). Im Sommer 2006 wechselte Almedin Hota ablösefrei zum LASK Linz. Im September 2008 wurde bekannt, dass der Bosnier beim FC Admira Wacker Mödling unterschrieben hat, jedoch wurde sein Vertrag nach etwas über einem Jahr am 9. Oktober 2009 wieder aufgelöst.
Daraufhin wechselte er im Jänner 2010 in den Iran zu Aluminium Hormozgan. Im Sommer 2010 verließ er Asien wieder. Im Jänner 2011 kehrte Hota nach Österreich zurück und schloss sich dem viertklassigen FC Welzenegg an, für den er zu 14 Einsätzen in der Landesliga kam. Zur Saison 2011/12 wechselte er innerhalb Klagenfurts zum Regionalligisten SK Austria Klagenfurt. Für die Austria absolvierte er 28 Spiele in der Regionalliga. Zur Saison 2012/13 wechselte er wieder in die Kärntner Landesliga, diesmal zum SVG Bleiburg. In Bleiburg machte er 25 Spiele in der Kärntner Liga. Zur Saison 2013/14 kehrte er wieder nach Klagenfurt zurück und schloss sich dem viertklassigen Annabichler SV an. Mit den Annabichlern stieg er 2015 in die Regionalliga auf, aus der der Verein jedoch am Ende der Saison 2015/16 direkt wieder abstieg. Nachdem die Klagenfurter 2018 auch aus der Landesliga abgestiegen waren, verließ Hota den Klub.
Daraufhin wechselte er zur Saison 2018/19 zum sechstklassigen SK Kühnsdorf. Nach 14 Einsätzen in der 1. Klasse kehrte er in der Winterpause abermals nach Klagenfurt zurück, diesmal schloss er sich dem fünftklassigen ASK Klagenfurt an.

### Nationalmannschaft
Hota spielte 21-mal in der bosnisch-herzegowinischen Nationalmannschaft.